# Zezé Leone
Maria José Leone, conhecida como Zezé Leone (Campinas, 1º de dezembro de 1902 – São Paulo, 30 de novembro de 1965) foi uma modelo brasileira. Foi considerada a "mulher mais bela do Brasil" ao vencer, em 1923, o Concurso Nacional de Beleza, precursor do Miss Brasil, organizado pelo jornal A Noite e pela Revista da Semana.

## Primeiros anos
Leone nasceu em Campinas, em 1902. Era filha do alfaiate italiano Francisco Vanni Leone e de Perpétua Duarte, professora de piano. Sem condições de emprego em Campinas, a família mudou-se para Santos em 1905. Na cidade portuária, Francisco trabalhou como portuário e Perpétua como organista da igreja.  Aos 15 anos, Zezé 'debutou' nos bailes da sociedade santista. Em 1920, venceu um concurso de beleza organizado pela revista local Flamma.

## O concurso
Em outubro de 1921, o jornal carioca A Noite e a Revista da Semana organizaram um concurso nacional para eleger 'a mulher mais bella do Brazil". As vencedoras originalmente seriam anunciadas em 7 de setembro de 1922, data do centenário da Independência do Brasil, mas o concurso se estendeu até abril de 1923, pela dificuldade de reunir tantas concorrentes no Rio de Janeiro. As inscrições foram feitas por fotografia. Zezé, vencedora do concurso da revista Flamma, parceira dos organizadores nacionais, participou do concurso nacional, concorrendo com outras 318 participantes. Quarenta participantes passaram à fase seguinte, julgada por três jurados da Escola Nacional de Belas Artes: João Batista da Costa, José Otávio Correia Lima e Raul Pederneiras
Na fase final, Zezé concorreu com outras três modelos, Orminda Ovalle, do Rio de Janeiro, Hilda Luz de Castro Lima, de Salvador (BA) e Dorothildes Adams, de Porto Alegre. Em 3 de abril, Zezé foi proclamada vencedora do certame. Contudo, sua vitória foi contestada por concorrentes. Os organizadores do concurso resolveram fazer uma nova etapa presencial com as finalistas, onde elas seriam julgadas novamente. Leone confirmou o título.

## Fama
Após a vitória no concurso, Zezé Leone foi celebrada em Santos e no Brasil. Ela batizou uma locomotiva da Estrada de Ferro Central do Brasil, uma receita de doce (Creme Zezé Leone), foi tema do foxtrote Vênus, de José Francisco de Freitas, o Freitinhas, e estrelou um filme, "Sua Majestade, a Mais Bela", do estúdio Botelho Films, bem como vários anúncios publicitários.
Leone casou-se em 1924 com o advogado e futuro prefeito de Santos Lincoln Feliciano, divorciando-se dele em meados da década de 1930. Ela mudou-se para São Paulo, onde já moravam seu pai e sua irmã Leonor (a mãe, Perpétua, morrera em 1927). Casou-se novamente, com Marcos Ribeiro dos Santos, divorciando-se dele também. No fim da vida, viveu longe dos holofotes, dando poucas entrevistas.

## Morte
Morreu em 30 de novembro de 1965, por um acidente vascular cerebral um dia antes de completar 63 anos, em sua casa em São Paulo.